# Cơ quan Công an Điều tra
Cơ quan Công an Điều tra (公安調査庁 (Công an điệu tra sảnh) kōanchōsa-chō) là cơ quan an ninh quốc gia của Nhật Bản. Quản lí bởi Bộ Pháp vụ trong chính phủ Nhật Bản, cơ quan được giao nhiệm vụ an ninh nội bộ và tình báo chống lại các mối đe dọa đối với an ninh quốc gia Nhật Bản, dựa trên Đạo luật chống hoạt động lật đổ và Đạo luật kiểm soát tổ chức tội giết người hàng loạt. Bất kì cuộc điều tra nào do cơ quan này tiến hành đều cần phải thông qua Ủy ban Kiểm tra Công an (PSEC) nhằm xác định xem có lí do nào để điều tra và kìm hãm hoạt động của một tổ chức hay không.
Là cơ quan quốc gia có vai trò thu thập thông tin tình báo, PSIA đóng góp vào chính sách của chính phủ Nhật Bản bằng cách cung cấp cho các tổ chức liên quan dữ liệu trong và ngoài nước cần thiết (thu thập thông qua điều tra và hoạt động tình báo) về các tổ chức lật đổ. Được biết, PSIA chịu trách nhiệm tiến hành giám sát và các công việc liên quan đến tình báo đối với người Triều Tiên tại Nhật Bản trên đất nước này.
Các phát hiện của PSIA được công bố rộng rãi thông qua Naigai Jousei no Kaiko to Tenbo (Tình hình Công an trong và ngoài Nhật Bản và triển vọng của họ) được xuất bản hàng năm, cũng như Kokusai Terrorism Youran (Báo cáo Khủng bố Quốc tế) được xuất bản thường xuyên.

## Lịch sử

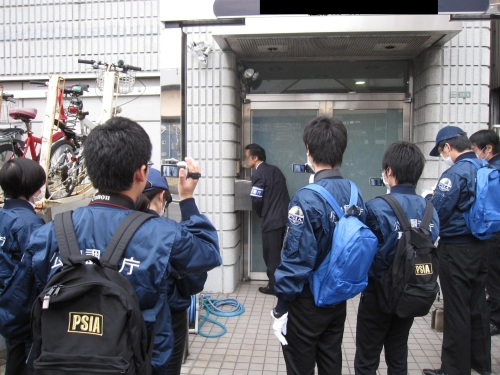
Quan chức PSIA tiến hành kiểm tra một tòa nhà Aum Shinrikyo bị nghi ngờ vào năm 2012.

Cơ quan Công an Điều tra được thành lập cùng với việc thi hành Luật Phòng chống Hoạt động lật đổ vào ngày 21 tháng 7 năm 1952. PSIA tiếp quản vai trò của SIB, được thành lập bởi lực lượng Đồng minh trong thời gian chiếm đóng nước Nhật. Hầu hết các tân binh đến từ Tokumu Kikan (機関 (Cơ quan)) đã tan rã, rồi được dẫn đầu bởi các quan chức từ Pháp vụ tỉnh trước khi chiếm đóng.
Ban đầu, cơ quan tập trung vào các mối đe dọa từ những nhóm cực tả như Hồng quân Nhật Bản trong những năm tháng Chiến tranh Lạnh, cơ quan bắt đầu tiến hành công việc tình báo giáo phái Aum Shinrikyo (オウム真理教 (Oumu chân lý giáo)) sau vụ tấn công bằng khí sarin trên tàu điện ngầm Tokyo năm 1995, với những lời chỉ trích mà PSIA đã làm là đã không giám sát hội nhóm này, đặc biệt là với nỗ lực của họ để mua về và dự trữ vũ khí sinh học trên đất Nhật Bản. PSIA đã hợp tác với Văn phòng Công an Sở Cảnh sát Thủ đô Tokyo để điều tra Aum Shinrikyo trong một số năm. Khi được hỏi về cuộc điều tra của cơ quan về giáo phái này, một báo cáo của PSIA cho biết "Không có sự thay đổi nào về tính chất nguy hiểm của nó. Việc giám sát nghiêm ngặt là điều cần thiết."
PSIA đã tiến hành điều tra Aum Shinrikyo khi phát hiện ra rằng hội này thành lập một số công ty phần mềm có khả năng gây rủi ro bảo mật cho quốc gia.
Chongryon (총련) đã bị PSIA giám sát trong một thời gian dài, vì nghi ngờ tổ chức này thực hiện các hoạt động gián điệp trên đất Nhật Bản. Bộ Pháp vụ đã tìm kiếm 270 triệu yên nhằm tài trợ cho PSIA tiến hành các hoạt động tình báo phản gián Bắc Triều Tiên. Các cơ sở của nó cũng bị PSIA đột kích, cùng với việc tuyên án những lãnh đạo của nó đang được tiến hành vào năm 2004.
PSIA được cho là sẽ hợp nhất với Naichō (内調 (Nội điệu)) để định hướng lại cơ quan này về thời kì hậu Chiến tranh Lạnh và tăng cường nguồn lực của mình, nhưng đề xuất này đã không được thông qua.
Một cuộc điều tra về trùm khủng bố Al-Qaeda người Pháp Lionel Dumont thuộc trách nhiệm của PSIA vào năm 2004, dựa trên những tin đồn rằng ông được cho là thành lập một chi bộ Al-Qaeda Nhật Bản. PSIA đã đột kích trụ sở giáo phái Hikari no Wa (光の輪 (Quang luân)) của Jōyū Fumihiro vào ngày 10 tháng 5 năm 2007. Bất chấp sự khăng khăng từ Jōyū rằng hội nhóm của ông đã chấm dứt quan hệ với Aum Shinrikyo, các quan chức của PSIA đã cảnh báo rằng hội nhóm này còn có quan hệ với nhà tôn giáo Asahara Shōkō sau khi tiến hành các vụ đột kích.
Sau cái chết của Kim Jong-il vào năm 2011, PSIA đã báo cáo rằng họ đang tiến hành công tác tình báo về Bắc Triều Tiên, bằng cách tiến hành công tác tình báo đối với Chongryon, do họ chuyển tiền và quà cáp cho Bắc Triều Tiên trước khi các lệnh trừng phạt được áp đặt.
Vào năm 2015, PSIA tổ chức cung cấp cho sinh viên đại học một ngày ngâm mình để được làm việc cùng với các sĩ quan PSIA kì cựu.
Vào ngày 14 tháng 7 năm 2016, PSIA cử sĩ quan đến Sapporo nhằm điều tra cơ sở ở khu vực Shiroshi của giáo phái Aleph theo Đạo luật kiểm soát tổ chức có hành vi giết người hàng loạt bừa bãi.
Vào tháng 1 năm 2017, báo chí Okinawa đưa tin rằng PSIA tiến hành điều tra các nhóm hoạt động ủng hộ độc lập lãnh thổ Okinawa và chống lại quân đội Mĩ tại Nhật, do có mối liên hệ tiềm tàng với Trung Quốc.
Vào tháng 12 năm 2019, một video chống Aum Shinrikyo đã được công ty tạo ra để nâng cao nhận thức của cộng đồng rằng hội nhóm này vẫn là mối đe dọa đối với an ninh công cộng.
Trong những năm gần đây, PSIA được coi là cơ sở để thành lập một cơ quan tình báo nước ngoài mới, nếu thủ tướng có kế hoạch.

## Tổ chức
PSIA được thành lập với tổ chức hiện tại:
- Phòng ban Nội bộ
  - Tổng sở Nội vụ 
    - Văn phòng Thử nghiệm
    - Văn phòng Kế hoạch và Điều phối
    - Phòng quản lí thông tin
    - Phòng Truyền thông và Quan hệ Công chúng
    - Bộ phận Nhân sự
    - Văn phòng Xúc tiến Công việc

  - Cục Tình báo Đệ nhất (Tình báo trong nước, do sĩ quan cảnh sát chuyên nghiệp đứng đầu)[21]
    - Bộ phận 1 (Vấn đề an ninh trong nước - Điều tra nhóm công dân, thông tin bầu cử)
    - Bộ phận 2 (điều tra Kakurōkyō (革労協 (Cách lao hiệp)?), điều tra Hội Uỷ viên Toàn quốc Cộng sản Cách mạng - 革命的共産主義者同盟全国委員会)
    - Phòng 3 (điều tra Đảng Cộng sản Nhật Bản)
    - Phòng 4 (điều tra hội nhóm cánh hữu)
    - Phòng 5 (Các điều tra khác của nhóm ủng hộ cánh tả trong nước, như Phái Chủ nghĩa Mác Cách mạng, Liên đoàn Cộng sản Cách mạng Nhật Bản - 日本革命的共産主義者同盟革命的マルクス主義派)
    - Văn phòng nghiên cứu đặc biệt Aum

  - Cục Tình báo Đệ nhị (Tình báo nước ngoài, do sĩ quan chuyên nghiệp hoặc không chuyên đứng đầu)[8]
    - Bộ phận 1 (điều tra Hồng quân Nhật Bản và khủng bố quốc tế)
    - Bộ phận 2 (Điều tra tình báo nước ngoài, liên lạc với các điệp viên nước ngoài đóng tại Nhật Bản)
    - Phòng 3 (điều tra Bắc Triều Tiên)
    - Phòng 4 (điều tra Trung Quốc / Đông Nam Á / Nga / Châu Âu / Hoa Kỳ)

  - Các viện
    - Viện đào tạo (đặt tại Akishima)[22]

  - Văn phòng khu vực
    - Hokkaidō (Cục Hokkaido), Miyagi (Cục Tohoku), Tokyo (Cục Kanto), Aichi (Cục Chubu), Ōsaka (Cục Kinki), Hiroshima (Cục Chugoku), Kagawa (Cục Shikoku) và Fukuoka (Cục Kyushu)
      - Văn phòng Tình báo Công an (Hokkaidō, Iwate, Niigata, Saitama, Chiba, Kanagawa, Shizuoka, Nagano, Ishikawa, Kyōto, Hyōgo, Okayama, Kumamoto và Okinawa)

### Quan hệ nước ngoài
PSIA có quan hệ với một số cơ quan an ninh tình báo nước ngoài, bao gồm CIA, FBI, Mossad, RAW và MI6, với một số đặc vụ PSIA được mời đào tạo với CIA theo Khóa học Phân tích Tình báo của tổ chức này.
Vào tháng 10 năm 2018, Chen Wenqiang, người đứng đầu Bộ An ninh Nhà nước, đã đến thăm PSIA để hợp tác trong các hoạt động chống khủng bố trước Thế vận hội Tokyo 2020.

## Các Tổng giám đốc
- Ogata Shigetake (緒方重威) - 1993-1997, người đứng đầu tập đoàn đầu tư Harvest[24][25]
- Yanagi Toshiro - 2006-2009[25]

## Chỉ trích
Trước đây, PSIA đã phải đối mặt với những lời chỉ trích vì hoạt động kém hiệu quả, một phần vì cơ quan có ít khả năng hành động mà thiếu sự chấp thuận của PSEC, một cơ quan đặc biệt chỉ đáp ứng khi được yêu cầu. Theo Philip H.J. Davies và Kristian Gustafson, PSIA hoạt động tương tự như cơ quan an ninh Anh MI5, vì các sĩ quan không có quyền bắt giữ bất kì ai trong hoạt động thực thi pháp luật, cũng như không buộc bất kì ai tham gia vào điều tra.
Những lời chỉ trích đặc biệt được đưa ra sau khi công chúng phát hiện ra rằng, cơ quan không hề có động thái chống lại giáo phái Aum Shinrikyo. Do khuôn khổ pháp lí chặt chẽ xung quanh cơ quan, nó đã không được phép giám sát tổ chức trực tiếp cho đến năm 2000, mặc dù đã yêu cầu PSEC cho phép vào năm 1996.